# Zgornje Gameljne
Zgornje Gameljne (zɡoːɾnjɛ ˈɡaːməlnɛ; deutsch Obergamling) ist der Name einer Siedlung nördlich des Stadtgebiets von Ljubljana der Hauptstadt Sloweniens in der Stadtgemeinde Ljubljana, der Hauptstadt Sloweniens. Der Ort wird als unabhängiges Dorf zum Laibacher Stadtbezirk Šmarna gora gezählt.
Zgornje Gameljne liegt östlich der Gorenjska-Autobahn (dem nördlichen Teil der Autobahn A2) an der Autobahnabfahrt Ljubljana-Šmartno, nördlich der Save und westlich der Dörfer Srednje Gameljne und Spodnje Gameljne. Das Flüsschen Gameljščica fließt durch den Ortskern.

## Geschichte
In schriftlichen Quellen wird die Siedlung 1260 als Gemlein (und 1295 als Gemleyn, 1338 als Gaͤmelein und 1498 als Obergamling) erwähnt.

## Sehenswürdigkeiten
Der Dorfkern wurde zum Kulturerbe erklärt, da er die traditionelle Anordnung eines Haufendorfes bewahrt hat.

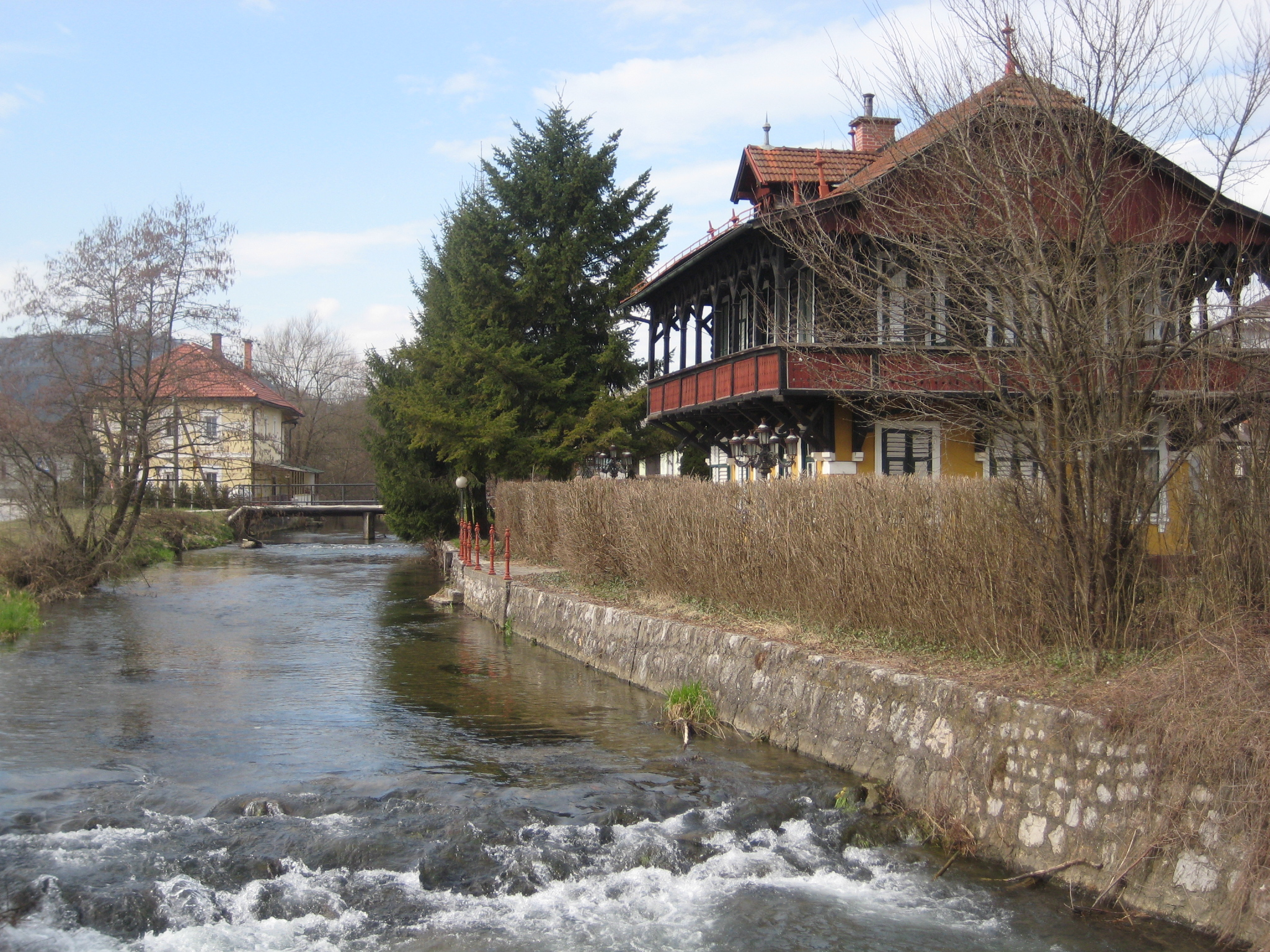
Russische Datscha (ca. 1890) an der Gameljščica

Die russische Datscha im östlichen Bereich des Dorfes ist für Slowenien einzigartig. Sie wurde um 1890 von russischen Einwanderern erbaut (Kulturerbe Nr. 18722).